# Őszi kikerics
Az őszi kikerics (Colchicum autumnale) a kikericsfélék (Colchicaceae) családjába tartozó, nyirkosabb réteken és legelőkön sokszor nagy tömegben termő, augusztus-szeptemberben virító évelő növény. Erősen mérgező.

## Népies nevei
Őszike, vetővirág (vetés idején virágzik), zörgő-gaz, pücsökkoma, csicsikoma.

## Leírása
Gumója diónyi, sötétbarna hártyás burokba zárt, tömör állományú, fehéres színű.
Levelei áprilisban kezdenek fejlődni, kifejlődve 20–30 cm hosszúak, széles lándzsa alakúak, húsosak, fényes-zöldek. A virág leple alul 15–20 cm hosszú, teljesen beszűkülő, kocsányszerű, fent pedig szétterülten 5–8 cm átmérőjű, 6 cimpájú, világoslila színű. Toktermései 1-3-asával a levelek között jelennek meg, 4–6 cm hosszúak, elliptikusak, eleinte zöldek, majd csontszínűek, éretten (július-augusztusban) barnák, hártyás falúak, 3 kopáccsal nyílók, sokmagvúak. 
A magok 1,4–2 mm átmérőjűek, gömbölyűek, éretten sötétbarnák, rendkívül kemények.
A növény egyedfejlődése figyelmet érdemel: zöld levelei és köztük megbúvó toktermései a nyár második felében elszáradnak. A levelek által termelt, a hagymában raktározott tartalék tápanyag felhasználásával kora ősszel jelennek meg virágai. A felületes szemlélő nem látja a kapcsolatot a zöld leveles, terméses hajtás és az ősszel megjelenő virág között. 
A növény virága ritkán tavasszal is megjelenik (forma vernum).

## Hatóanyaga
A növény érett magja (colchici semen) kolchicin nevű alkaloidot és sok zsírosolajat tartalmaz. Veszélyessége miatt (sejtosztódást gátló erős méreg) mára gyógyászati jelentősége csökkent, de heveny köszvényes rohamban ma is alkalmazzák. A kivonatból előállított kolhicint növénytermesztésben (sejtméret-növelő hatása miatt) tömegnövelőként ill. nemesítéshez (mutagén hatása miatt) fajtaváltozatok előállítására használják.
Újabban kísérletek folynak a kolhicinnel, mint a rosszindulatú daganatok növekedését késleltető ill. teljesen meg is szüntető szerrel, ám hatásos adagjai általában a normál sejtszaporodást is megállítják, más komoly mellékhatások mellett. Népi gyógyászati célú alkalmazása nem javasolt.

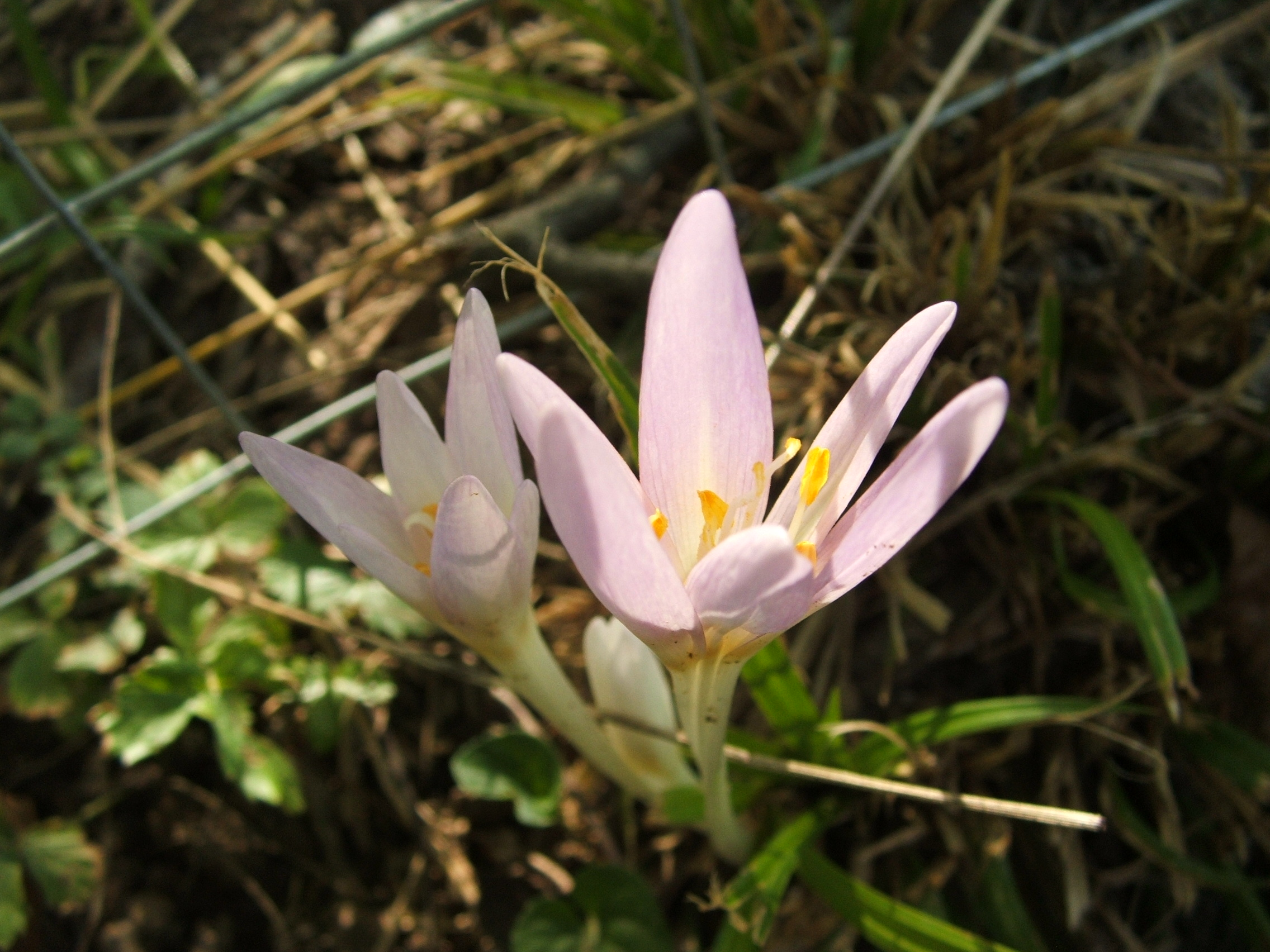
Őszi kikerics a Kőszegi-hegységben

## Őszi kikerics a kultúrában
- Arany János valószínűleg erről a növényről nevezte el híres öregkori versciklusát, az Őszikéket.
- Guillaume Apollinaire valószínűleg ezt a növényt szerepelteti a Kikericsek című szakítós versében és címében.